# Euphrasie Barbier

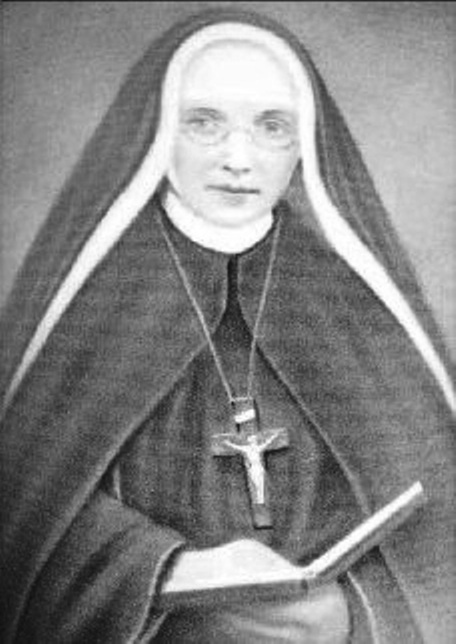
Euphrasie Barbier

Euphrasie Barbier (* 4. Januar 1829 in Caen; † 18. Januar 1893 in Sturry, Grafschaft Kent in England) war eine französische römisch-katholische Nonne und Gründerin des Ordens der Missionsschwestern Unserer Lieben Frau, RNDM.

## Leben und Werk

### Kindheit und Jugend
Euphrasie, deren Großmutter väterlicherseits als Witwe aus Guadeloupe heimgekehrt war, wuchs in Caen als ältestes Kind in bescheidenen Verhältnissen auf, machte aber früh durch Intelligenz und Tatkraft auf sich aufmerksam. Von 1843 bis 1846 war sie Lehrling in einer Feinwäscherei, anschließend selbständig in eigener Werkstatt. Mit 17 Jahren verlor sie eine 14-jährige Schwester.

### Kalvarienschwester in Cuves
Ende 1848 folgte sie ihrer Berufung zur Missionstätigkeit und trat in Cuves im Kanton Nogent, Département Haute-Marne, in das Noviziat einer 1840 durch den Ortspfarrer Nicolas Chantôme (1810–1877) gegründeten und von Pierre-Louis Parisis (1834–1851), Bischof von Langres, geförderten Schwesterngemeinschaft ein, von der sie in Caen durch Chantôme selbst gehört hatte. Die Gemeinschaft nannte sich Soeurs du Calvaire (Kalvarienschwestern, ab 1864 zugehörig zu den Servitinnen OSM). Euphrasie stand unter der geistlichen Leitung von Félix Philpin de Rivières (1814–1908), später Autor zahlreicher Veröffentlichungen, dessen Theologie Maria im Zentrum der Trinität sah. Im Sommer 1849 wurde Euphrasie eingekleidet und nahm den Ordensnamen Marie du Coeur de Jésus (Maria vom Herzen Jesu) an.

### London
Zur Verwirklichung des missionarischen Ideals schickte der Orden im März 1851 Euphrasie und eine Mitschwester nach England, dem klassischen Ausgangsland für Weltmission, um in London die Übersiedlung der restlichen Gemeinschaft (im September 1852) vorzubereiten. Euphrasie lebte anfänglich unter härtesten Bedingungen, erkrankte an den Pocken und behielt zeitlebens eine Magenschwäche. Mit Kunstbügeln und Goldstickerei verdiente sie Geld für die Kongregation, die sich jetzt Schwestern vom Mitleid Unserer Lieben Frau nannte (Soeurs de la Compassion de Marie). Geistlich wurden die Nonnen von den Oratorianern begleitet, allen voran Frederick William Faber. Von Faber ging für Euphrasie, die ab 1853 Novizenmeisterin war, eine letztlich heilsame Krise aus.

### Von London nach Lyon
Am 14. Dezember 1860 wurde Euphrasie als Assistentin der Oberin und als Novizenmeisterin abgesetzt und auf den letzten Platz des Noviziats zurückversetzt. Die Motive sind unklar, möglicherweise ging es um eine für ihre Heiligung für förderlich gehaltene Prüfung. Euphrasie widersetzte sich nicht, gehorchte ohne ein Wort, aber auf die Dauer konnte die Ungerechtigkeit nicht ohne Folgen bleiben, um so mehr, als die Gemeinschaft, im Unterschied zu Euphrasie, das weltmissionarische Ziel inzwischen aus den Augen verloren hatte. Am 12. August 1861 verließ Euphrasie (zusammen mit einer Mitschwester) ihre Kongregation und reiste zu den Maristenpatres nach Lyon, die geweihte Frauen für missionarische Unterrichtstätigkeit in Neuseeland suchten. Vermittelt war diese Initiative durch die in London ansässigen Maristinnen (auch: Maristenschwestern oder Maristen-Missionsschwestern).

### Das schwierige Verhältnis zu den Maristen
Was nun begann, war eine lebenslange Zusammenarbeit, aber auch ständige Auseinandersetzung mit den Maristen, die sich als Euphrasies Obere fühlten, während sie selbst zwar deren Hilfe dankbar anerkannte, sich aber in die Belange ihrer eigenen Kongregation nicht hineinreden lassen wollte. Die Maristen hatten seit 1836 Missionare mit Profess, in Pierre Chanel den ersten Märtyrer und in Jean-Baptiste Pompallier den ersten Bischof in Neuseeland. Sie betreuten daneben Laienmissionarinnen, allen voran seit 1846 in Wallis und Futuna die Pionierin Marie-Françoise Perroton (1796–1873), der weitere Frauen aus dem Dritten Orden der Maristen folgten. Der Hauptstreitpunkt wird über lange Jahre der von Euphrasie eingeforderte Anteil klösterlicher Kontemplation mit Klausur und Habit sein, dem die Maristen praktische Gesichtspunkte in tropischer Umgebung mit der Notwendigkeit zur Anpassung an örtliche Gegebenheiten entgegenhielten.

### Gründung der Kongregation in Lyon mit Filialen in Neuseeland und Australien
Mit Hilfe der Maristen zog Euphrasie am 25. November 1861 (zusammen mit ihrer Mitschwester) in Lyon (Rue Cléberg 7) in ein Haus ein, um dort die Kongregation „Notre-Dame des Missions“ (Missionsschwestern Unserer Lieben Frau) zu gründen, die von Kardinal de Bonald an Weihnachten kanonisch errichtet wurde. Euphrasie schrieb eine erste Fassung der Ordensregel, formte (zusammen mit dem Maristen François Yardin) die eintreffenden Berufungen (1863 waren es 14 Novizinnen, wozu auch sie selbst gehörte) und legte im Juni 1864 die Profess ab. Während mehrere Schwestern Missionen in Napier (auf der neuseeländischen Nordinsel, Februar 1865), Sydney (1867, aufgegeben 1868 nach Konflikt mit dem Maristen Victor-François Poupinel, 1815–1884), Christchurch (auf der neuseeländischen Südinsel, Ende 1867), sowie Nelson (Südinsel, Februar 1871) gründeten, verlegte Euphrasie im März 1864 das Lyoner Mutterhaus in den Chemin de Montauban 14, wo es bis 2007 Bestand haben sollte. Auf dem ersten Generalkapitel (August/September 1867) unterstrich Euphrasie als Quelle der Mission den Dreieinigen Gott.

### Zweimal in Rom, dann in England
Nicht zuletzt durch den ständigen Konflikt mit den Maristen erwies sich die Notwendigkeit einer vom Papst approbierten Ordensregel. Euphrasie reiste im Februar 1869 nach Rom und erreichte im Juni ein Lobdekret von Pius IX., das die Autonomie ihrer Kongregation bestätigte, die Probleme mit den Maristen aber nicht beseitigen konnte, da diese mindestens in den Missionen als Priester gebraucht wurden. Für die Erlaubnis zu weiteren Missionsgründungen und zur Einrichtung eines Noviziats in Neuseeland weilte Euphrasie im Juni 1870 wieder in Rom und wurde am 18. von Papst Pius IX. in Audienz empfangen. Trotz Ausbruch des Deutsch-Französischen Krieges reiste sie noch im gleichen Jahr zweimal nach England und gründete am 13. Oktober eine Niederlassung in Deal in der Grafschaft Kent. 1871 diente das Mutterhaus als Lazarett, während die Oberin unermüdlich reiste, um Almosen zu sammeln.

### Erste Visitationsreise um die Welt 1872–1876
Die lange aufgeschobene Visitationsreise der Oberin nach Ozeanien dauerte von Oktober 1872 bis September 1876. Sie führte durch den Suez-Kanal über Ceylon nach Christchurch (Januar 1873), Nelson (Februar 1873), Napier (Juni–November 1873), Tonga, Haʻapai, Apia auf Samoa, Wallis und Futuna (Mata-Utu und Kolopelu), wieder Apia (Dezember 1873-Mai 1874), dann wieder Wallis (Mai 1874-Januar 1875), wieder Samoa (Februar–März 1875), wieder Tonga (April–Juni 1875), dann wieder Neuseeland (August 1875 bis Mai 1876) und schließlich die Heimreise über San Francisco, Laramie und New York.

### Gründung in Armentières. Approbation in Rom. Aufgabe Ozeaniens
Im Dezember 1876 wurden fünf Schwestern für ein Schulprojekt in Armentières (Rue de la Crèche) ausgesandt, bei dessen Eröffnung im März 1877 Euphrasie anwesend war. Der Initiator dieses Projekts, der abbé Aimé Coulomb (1839–1908), wird später Euphrasies erster Biograph. Im Sommer 1877 weilte Euphrasie einmal mehr in Rom, weil die Maristen nicht locker ließen und ihr immer noch die Leitung der Kongregation streitig machten. Diesmal erreichte sie die offizielle Approbation durch Pius IX. (1. Oktober 1877). Die Kongregation umfasste 97 Nonnen. Die Zahl der unterrichteten Schüler betrug 1446. Der dennoch anhaltende Zwist mit den Maristen erforderte schon im Februar 1878 ihre erneute Anwesenheit in Rom (wo am 6. Februar Pius IX. starb), denn in Samoa ging der Streit mit Ortsbischof Louis Elloy (1829–1878) weiter. Am 16. April 1878 entschied Rom endlich endgültig gegen die Maristen, riet aber Euphrasie, die Inseln aufzugeben und nur die Neuseelandmission zu behalten. So kam es. Aus den auf den Inseln verbleibenden Missionarinnen gingen später die Soeurs Missionnaires de la Société de Marie (Missionarinnen der Gesellschaft Mariens, SMSM) hervor.

### Gründung von Sturry und Chittagong
In der Folge reiste Euphrasie mehrfach nach England, wo es im Oktober 1881 in Westbere, heute Sturry (bei Canterbury), zu einer weiteren Gründung kam. Wichtiger und zukunftsträchtiger war die Gründung in Chittagong im heutigen Bangladesch, die am 28. Oktober 1882 in Rom zwischen Euphrasie und dem Initiator, Bischof Jordan Maria Josef Ballsieper (1835–1890), beschlossen wurde und für deren effektiven Beginn Euphrasie im Februar 1883 zu einer zweiten Weltreise aufbrach, die wieder vier Jahre dauern sollte.

### Zweite große Visitationsreise 1883–1887
Von Ende März bis Ende Juli 1883 war Euphrasie zur Gründung in Chittagong. Dann reiste sie weiter nach Neuseeland, wo im Dezember auf der Nordinsel die Filiale New Plymouth gegründet wurde. Weitere Gemeinschaften ließen sich auf der Südinsel in Ashburton (Mai 1884), auf der Nordinsel in Hamilton (September–Oktober 1884) und Pukekohe (Mai 1885) nieder. Nach einer erneuten Besuchsrunde durch alle neuseeländischen Klöster verließ Euphrasie am 3. Mai 1886 das Land, reiste nach Chittagong und von dort zur Besichtigung der späteren Niederlassung Dhaka. Am 25. Februar 1887 war sie wieder in Lyon.

### Letzte Jahre und Tod
In der Folge machte Euphrasie weitere Visitationsreisen zu den französischen und englischen Häusern sowie von November 1887 bis März 1888 nach Rom zur Approbation aller neuen Gründungen. Im September 1888 konnte das dritte Generalkapitel in Lyon ein Aufkommen von 172 Nonnen und 2625 unterrichteten Schülern verbuchen. 1890 wurde auf der neuseeländischen Nordinsel ein Haus in Opotiki gegründet, die 8. Gründung in Neuseeland, die 13. Gründung von Bestand. Die Konstitutionen der Kongregation wurden am 6. Dezember 1890 vom Papst approbiert. Im September 1891 konnte das vierte Generalkapitel 200 Nonnen und 3247 Schüler aufweisen. In den letzten Jahren ist Euphrasie oft krank und schwach und führt den Orden brieflich. Im Oktober 1892 nutzt sie eine Besserung für ihre letzte Reise über Armentières nach Deal und Sturry. Dort wird sie endgültig bettlägerig und stirbt am 18. Januar 1893. Sie liegt in der St. Anna-Kapelle des Klosters in Westbere (Sturry) begraben.

### Entwicklung der Kongregation
Der Orden nahm einen erheblichen Aufschwung, vor allem in Asien, aber auch in Kanada, später in Afrika, Neuguinea, sowie in Peru. Auf dem Höhepunkt der Entwicklung (1966) zählte er 1243 Mitglieder (2004 waren es noch 900). 1967 wurde das Generalat von Lyon nach Rom verlegt. Das Haus in Lyon wurde 2007 an die Maristen zurückgegeben (heute Schulkomplex). In Frankreich ist der Orden heute zentral in Saint-Rambert-en-Bugey präsent (seit 1949); in deutschsprachigen Ländern war er es nie.

### Seligsprechungsprozess
Ab 1957 wurde im Erzbistum Southwark die Causa der Seligsprechung vorbereitet, 1976 in Rom die Positio super Causae Introductione unterzeichnet, dann 1994 eine historische Kommission gebildet, die einen Bericht zu verfassen hat.

### Erinnerungsorte
In Toulon ist in der Schule Cours Notre Dame des Missions (673 rue du Dr. Barrois) ein Gebäude nach ihr benannt.